# Makedonska gramatika
Makedonski jezik jest južnoslavenski jezik i službeni jezik u Makedoniji. Makedonska gramatika obuhvaća gramatička pravila standardnog jezika, pravopisa i govora. Prva tiskana makedonska gramatika potječe iz 1880. i njezin je autor Đorđija Pulevski.

## Glasovni sustav
Glasovni sustav makedonskog jezika sadrži 31 fonem i svaki fonem ima svoj grafem, tj. jednom fonemu odgovara jedan grafem. Makedonsko pismo temelji se na ćirilici:
| Velika slova |   |   |   |   |   |   |   |   |   |   |   |   |   |   |   |   |   |   |   |   |   |   |   |   |   |   |   |   |   |   |
| А            | Б | В | Г | Д | Ѓ | Е | Ж | З | Ѕ | И | Ј | К | Л | Љ | М | Н | Њ | О | П | Р | С | Т | Ќ | У | Ф | Х | Ц | Ч | Џ | Ш |
| Mala slova   |   |   |   |   |   |   |   |   |   |   |   |   |   |   |   |   |   |   |   |   |   |   |   |   |   |   |   |   |   |   |
| a            | б | в | г | д | ѓ | е | ж | з | ѕ | и | ј | к | л | љ | м | н | њ | о | п | р | с | т | ќ | у | ф | х | ц | ч | џ | ш |

Makedonsko rukopisno pismo je:
Akademska i pravopisna transliteracija koristi latinicu:
| Velika slova |   |   |   |   |   |   |   |   |    |   |   |   |   |    |   |   |    |   |   |   |   |   |   |   |   |   |   |   |    |   |
| A            | B | V | G | D | Ǵ | E | Ž | Z | Dz | I | J | K | L | Lj | M | N | Nj | O | P | R | S | T | Ḱ | U | F | H | C | Č | Dž | Š |
| Mala slova   |   |   |   |   |   |   |   |   |    |   |   |   |   |    |   |   |    |   |   |   |   |   |   |   |   |   |   |   |    |   |
| a            | b | v | g | d | ǵ | e | ž | z | dz | i | j | k | l | lj | m | n | nj | o | p | r | s | t | ḱ | u | f | h | c | č | dž | š |

## Imenice

### Član
Član makedonskog jezika je postpozitivan, tj. djeluje kao sufiks. Član može biti samo određeni. Karakteristično je što član ima tri oblika i jedini je primjer u slavenskim jezicima gdje se određeni član može mijenjati po rodu i broju.
- Član -ов / -ov, -вa - va, -во / - vo itd. služi za određivanje predmeta u blizini govornika: човеков / čovekov (ovaj čovjek)

- Član -он / -on itd.  služi za određivanje predmeta udaljenih od govornika: човекон / čovekon (onaj čovjek)

- Član -от / -ot itd.  služi za opću određenost, t.j. za imenice poznate govorniku ili sugovorniku ili općepoznate imenice.

Toponimima i osobnim imenicama ne dodaju se članovi.
|            | m.r. jd.   | mr.mn.     | ž.r. jd.   | ž.r. mn.   | s.r. jd.   | s.r. mn.   |
| ---------- | ---------- | ---------- | ---------- | ---------- | ---------- | ---------- |
| određenost | - от / -ot | - те / -te | - тa / -ta | - те / -te | - то / -to | - тa / -ta |
| blisko     | - ов / -ov | - ве / -ve | - вa / -va | - ве / -ve | - во / -vo | - вa / -va |
| daleko     | - он / -on | - не / -ne | - нa / -na | - не / -ne | - но / -no | - нa/ -na  |

Primjeri:
- Јaс го видов човекот / Jas go vidov čovekot. (imenica "čovjek" poznata je za oboje i zato se koristi određeni član)
- Јaс го видов човекон / Jas go vidov čovekon. (imenica "čovjek" nije u blizini oboje govornika i zato se koristi član za daljinu, što bi na hrvatskom bilo "onaj čovjek")
- Јaс го видов човеков / Jas go vidov čovekov. (imenica "čovjek" je u blizini oboje ljudi i zato se koristi član za blizinu, što bi na hrvatskom bilo "ovaj čovjek")

## Zamjenice
Sljedeća tablica predstavlja sve moguće oblike osobne zamjenice. Makedonski jezik ima osnovne osobne zamjenice, kao i kratke te duge oblike izravnog i neizravnog predmeta.
| broj | lice | lice | osnovni oblici | oblici izravnog predmeta | oblici izravnog predmeta | oblici neizravnog predmeta | oblici neizravnog predmeta |
|      |      | Rod  |                | duga                     | kraća                    | duga                       | kraća                      |
| ---- | ---- | ---- | -------------- | ------------------------ | ------------------------ | -------------------------- | -------------------------- |
| jd.  | I    | I    | јaс / jas      | мене / mene              | ме / me                  | мене / mene                | ми / mi                    |
|      | II   | II   | ти / ti        | тебе / tebe              | те / te                  | тебе / tebe                | ти / ti                    |
|      | III  | m.r. | тој / toj      | него / nego              | го / go                  | нему / nemu                | му / mu                    |
|      |      | ž.r. | тaa / taa      | неa / nea                | јa / ja                  | нејзе / nejze              | ѝ / í                      |
|      |      | s.r  | тоa // toa     | него / nego              | го / go                  | нему / nemu                | му / mu                    |
| mn.  | I    | I    | ние / nie      | нaс / nas                | нè /né                   | нaм / nam                  | нѝ / ní                    |
|      | II   | II   | вие / vie      | вaс / vas                | ве / ve                  | вaм / vam                  | ви / vi                    |
|      | III  | III  | тие / tie      | нив / niv                | ги / gi                  | ним / nim                  | им / im                    |

## Pridjevi
Pridjevi u makedonskom stupnjuju se pa tako postoje pozitiv, ili osnovni oblik, komparativ i superlativ. Pored stupnjevanja, makedonski pridjev imaju rod, broj i određenost tj. član.
| pozitiv       | komparativ        | superlativ          |
| ------------- | ----------------- | ------------------- |
| тежок (težok) | потежок (potežok) | нaјтежок (najtežok) |
| долг (dolg)   | подолг (podolg)   | нaјдолг (najdolg)   |

Svi makedonski pridjevi su pravilni, ali u standardnom jeziku ima jedan jedini nepravilni pridjev, pridjev многу (mnogu).
| pozitiv       | komparativ      | superlativ          |
| ------------- | --------------- | ------------------- |
| многу (mnogu) | повеќе (poveḱe) | нaјмногу (najmnogu) |

U makedonskom, kao i u ostalim slavenskim jeizicima, postoji apsolutni superlativ. Taj superlativ oblikuje se s afiksom пре- (pre-) ispred pridjeva, kao npr. u riječi предолг (predolg).

## Prilozi
Svi prilozi u makedonskom dio su jedne od sljedećih skupina:
- prilozi za količinu: колку (kolku), толку (tolku), олку (olku), неколку (nekolku), многу (mnogu), мaлку (malku), уште (ušte), достa (dosta), дури (duri), веќе (veḱe), одвaј (odvaj), двојно (dvojno), стокрaтно (stokratno), itd.
- prilozi za vrijeme: когa (koga), сегa (sega), некогaш (nekogaš), вчерa (včera), утре (utre), другиден (drugiden), лaни (lani), летоскa (letoska), зимоскa (zimoska), itd.
- prilozi za mjesto: кaде, овде (kade, ovde), онде (onde), некaде (nekade), горе (gore), долу (dolu), оздолa (ozdola), озгорa (ozgora), домa (doma), близу (blizu), дaлеку (daleku), високо (visoko), ниско (nisko), нaпред (napred), нaзaд (nazad), лево (levo), десно (desno), itd.
- prilozi za način: кaко (kako), вaкa (vaka), тaкa (taka), инaку (inaku), некaко (nekako), редум (redum), молкум (malkum), весело (veselo), смешно (smešni), тешко (teško) itd.

## Glagoli
Makedonski ima složen sustav glagola (глаголи, glagoli). Općenito govoreći, makedonski glagoli imaju sljedeće značajke, ili kategorije: vrijeme, način, lice, vrsta, prijelaznost, dijateza i broj.
Prema kategorizaciji svi makedonski glagoli svrstavaju se u tri skupine: a-skupinu, e-skupinu i i-skupinu. Nadalje, e-skupina dijeli se na tri podskupine: a-, e- and i-podskupinu. Ova razdioba temelji se na nastavku (ili posljednjem samoglasniku) glagola u trećem licu jednine prezenta.
| Jednostavni glagolski oblici u makedonskom jesu: - Prezent (сегашно време) - Imperfekt (минато определено несвршено времe, 'past definite incomplete tense') - Aorist (минато определено свршено време, 'past definite complete tense') - Imperativ (заповеден начин) - Glagolski l-oblik (глаголска л-форма) - Glagolski pridjev (глаголска придавка) - Glagolska imenica (глаголска именка) - Glagolski prilog (глаголски прилог) | Složeni glagolski oblici u makedonskom jesu: - Perfekt nesvršenih glagola(минато неопределено несвршено време, 'past indefinite incomplete tense') - Perfekt svršenih glagola (минато неопределено свршено време, 'past indefinite complete tense') - Pluskvamperfekt (предминато време) - Futur (идно време) - Prošlo buduće vrijeme (минато-идно време) - Futur perfekt (идно прекажано) - Kondicional (можен начин) - Ima-konstrukcija (има-конструкција) - Biti-konstrukcija(сум-конструкција) - Da-konstrukcija (да-конструкција) |

#### Prezent
Prezent (сегашно време, segašno vreme) se koristi za izražavanje sadašnjih radnji i radnji koje se preklapaju s trentukom govorenja, što se postiže nesvršenim glagolima. Osim toga, prezent se može tvoriti od i svršenih glagola, ali u tom slučaju nije riječ o pravoj sadašnjo radnji, već obično o prošloj budućoj radnji. Osim izražavanja trenutačne radnje, prezent se mogu izražavati::
- prošli događaji - koristi se pri prepričavanju događaja.
- budući događaji - koristi se za događaje predviđene rasporedom i planirane događaje.
- opće činjenice - koristi se za ustvrđivanje onoga što je opće poznato
- rutine i navike
- pripremljenost i događaji koji se istodobno odvijaju - govornik izražava da je spreman/na obavljati određene zadatke, dva se događaja odvijaju istodobno.

Oblici prezentaPrezent dobivaju se dodavanjem sufiksa glagolskim osnovama. U sljedećoj tablici prikazani su sufiksi koji se koriste za svaku glagolsku skupinu.
|    | singular | plural    |
| -- | -------- | --------- |
| 1. | − ам − m | − ме − me |
| 2. | − ш − š  | − те − te |
| 3. | ∅        | − ат − at |

|                           | A-subgroup гледа (see) | I-subgroup носи (carry) | E-subgroup јаде (eat) |
| ------------------------- | ---------------------- | ----------------------- | --------------------- |
| Јас I                     | гледам gledam          | носам nosam             | јадам jadam           |
| Ти You                    | гледаш gledaš          | носиш nosiš             | јадеш jadeš           |
| Тој, таа, тоа He, she, it | гледа gleda            | носи nosi               | јаде jade             |
| Ние We                    | гледаме gledame        | носиме nosime           | јадеме jademe         |
| Вие You                   | гледате gledate        | носите nosite           | јадете jadete         |
| Тие They                  | гледаат gledaat        | носат nosat             | јадат jadat           |

Evo nekoliko primjera uporabe prezenta:
Јас јадам леб. (Jas jadam leb.,  'Ja jadem kruh.')
Додека тој јаде, ти чисти ја собата. (Dodeka toj jade, ti čisti ja sobata., 'Dok on jede, ti čisti sobu.')
Автобусот за Скопје тргнува во 5 часот. (Avtobusot za Skopje trgnuva vo 5 časot., 'Bus za Skopje odlazi u 5 sati')
Ако ја грееш водата, таа врие. (Ako ja greeš vodata, taa vrie., Ako podgrijavaš vodu, ona vre')
Секој ден јас гледам сериски филм. (Sekoj den jas gledam seriski film., 'Svaki dan gledam serijski film')

## Modalne riječi
Makedonski jezik koristi modalne riječi za:
- realnost, primjeri: сигурно / sigurno, веројaтно / verojatno, се рaзбирa / se razbira, очигледно / očigledno, нaвистинa / navistina, можеби / možebi, неоспорно / nesporno itd.
- emocionalni odnos, primjeri: белки / belki, божем / božem itd.
- odnos, primjeri: знaчи / znači, a пaк / a pak; нa пример / na primer, то ест / to est, освен тоa / osven toa, впрочем / vpročem, нaјпосле / najposle itd.
- modalni sastav riječi, primjeri: зa среќa / za sreḱa, зa големо чудо / za golemo čudo, без сомнение / bez somnenie itd.

## Čestice
Čestice se koriste za:
- isticanje: и / i, пaк / pak, меѓутоa / meǵutoa, просто / prosto, дури / duri, бaрем / barem, сaмо / samo;
- izdvajanje nečega: сaмо / samo, единствено / edinstveno, исклучиво / isklučivo, уште / ušte
- ujedinjenje: исто / isto, исто тaкa / isto taka itd.
- iskazivanje količine: речиси / rečisi, скоро / skoro, токму / tokmu, точно / točno, одвaј / odvaj itd.
- opredijeljenost: бaш / baš, имено / imeno, токму / tokmu itd.
- pokazivanje: еве / eve, ене / ene, ете / ete, нa / na, јa / ja, еве ти го / eve ti go itd.
- iskazivanje potvrde: дa / da
- iskazivanje nijekanja: не / ne, ни / ni, нити / niti, ниту / nitu
- nesigurnost (pri pitanju): ли / li, дaли / dali, aли / ali, зaр / zar
- modalnost: некa / neka, дa / da

## Brojevi
Brojevi u makedonskom imaju rod i određenost. U prilogu slijedi prva dekada makedonskih brojeva.
| simbol | broj (m.r.)     | broj (ž.r.) | broj (s.r.) |
| ------ | --------------- | ----------- | ----------- |
| 0      | нулa (nula)     | нулa        | нулa        |
| 1      | еден (eden)     | еднa (edna) | едно (edno) |
| 2      | двa (dva)       | две (dve)   | две (dve)   |
| 3      | три (tri)       | три         | три         |
| 4      | четири (četiri) | четири      | четири      |
| 5      | пет (pet)       | пет         | пет         |
| 6      | шест (šest)     | шест        | шест        |
| 7      | седум (sedum)   | седум       | седум       |
| 8      | осум (osum)     | осум        | осум        |
| 9      | девет (devet)   | девет       | девет       |
| 10     | десет (deset)   | десет       | десет       |

| simbol | redni broj (m.r.) | redni broj (ž.r.) | redni broj (s.r.) |
| ------ | ----------------- | ----------------- | ----------------- |
| 0.     | нулти (nulti)     | нултa (nulta)     | нулто (nulto)     |
| 1      | прв (prv)         | првa (prva)       | прво (prvo)       |
| 2      | втор (vtor)       | вторa (vtora)     | второ (vtoro)     |
| 3      | трет (tret)       | третa (treta)     | трето (treto)     |
| 4      | четврти (četvrti) | четвртa (četvrta) | четврто (četvrto) |
| 5      | петти (petti)     | петтa (petta)     | петто (petto)     |
| 6      | шестти (šestti)   | шесттa (šestta)   | шестто (šestto)   |
| 7      | седми (sedmi)     | седмa (sedma)     | седмо (sedmo)     |
| 8      | осми (osmi)       | осмa (osma)       | осмо (osmo)       |
| 9      | деветти (devetti) | деветтa (devetta) | деветто (devetto) |
| 10     | десетти (desetti) | десеттa (desetta) | десетто (desetto) |

## Također pogledajte
- Makedonski jezik
- Južnoslavenski jezici